# Sochaczew (gemeente)
De gemeente Sochaczew is een landgemeente in het Poolse woiwodschap Mazovië, in powiat Sochaczewski.
De zetel van de gemeente is in Sochaczew.
Op 30 juni 2004, telde de gemeente 8579 inwoners.

## Oppervlakte gegevens
De gemeente heeft een oppervlakte van 91,41 km², waarvan:
- agrarisch gebied: 81%
- bossen: 3%

De gemeente beslaat 12,5% van de totale oppervlakte van de powiat.

## Demografie
Stand op 30 juni 2004:
| Omschrijving                   | Totaal | Totaal | Vrouwen | Vrouwen | Mannen | Mannen |
| ------------------------------ | ------ | ------ | ------- | ------- | ------ | ------ |
| eenheid                        | aantal | %      | aantal  | %       | aantal | %      |
| inwoners                       | 8579   | 100    | 4266    | 49,7    | 4313   | 50,3   |
| bevolkingsdichtheid (inw./km²) | 93,9   | 93,9   | 46,7    | 46,7    | 47,2   | 47,2   |

## Plaatsen
Adamówka, Alin, Altanka, Andrzejów Duranowski, Antoniew, Bielice, Bogdaniec, Brodowa, Bronisławy, Bzurówka, Chodakówek, Chrzczany, Czerwonka, Czerwonka-Parcel, Czerwonka-Wieś, Czyste, Dachowa, Duranów, Dyksonówka, Dzięglewo, Feliksów, Gawłów, Grzyb, Halinów Żdżarowski, Ignacówka, Janaszówek, Janówek Duranowski, Janówek Żdżarowski, Jeżówka, Julianów, Karwowo, Kaźmierów, Kąty, Kożuszki-Kolonia, Kożuszki-Ośrodek, Kożuszki-Parcel, Kuznocin, Kuznocinek, Lubiejew, Łubianka, Malesin, Mokas, Niezgoda, Nowe Mostki, Orły-Cesin, Pilawice, Rozlazłów, Sielice, Sielice-Kolonia, Sochaczew-Wieś, Sokóle, Stare Kąty, Szczytnówek, Towiany, Trojanów, Władysławów, Wójtówka, Wyczółki, Wyjazd, Wymysłów, Wypalenisko, Zosin, Żaboklik, Żdżarów, Żelazowa-Wola, Żuków, Żukówka.

## Aangrenzende gemeenten
Brochów, Kampinos, Młodzieszyn, Nowa Sucha, Rybno, Sochaczew, Teresin